# Héctor Villalba Chirivella
Pour les articles homonymes, voir Villalba.
Pour le footballeur argentin, voir Héctor Daniel Villalba.
Héctor Villalba Chirivella, né à Almussafes (province de Valence) en 1954, est un homme politique valencien, dirigeant et cofondateur du parti blavériste Unio Valenciana (UV) en 1982 et président du Parlement valencien (Corts) entre 1997 et 1999.

## Biographie
Enseignant dans l'éducation primaire de profession, il est d'abord conseiller municipal de sa ville natale entre 1979 et 1984. Il est ensuite député aux Corts valenciennes entre 1987 et 1999 élu sur les listes d'UV dans la circonscription de Valence, assemblée dont il est le président entre janvier 1997 et 1999. Aux élections autonomiques de 1999 il est candidat pour le poste de président de la Généralité valencienne, mais son parti n'obtient aucune représentation parlementaire. En conséquence, il démissionne de la direction du parti et abandonne l'activité politique.
Il était proche des secteurs les plus progressistes et valencianistes d'UV. Bien que retiré de la politique active, il a participé à la candidature du parti Units per Valéncia à la présidence de la Généralité.